# フラビオ・エンリケ・デ・オリベイラ
フラビオ・エンリケ・デ・オリベイラ（Flavio Henrique de Oliveira、1966年5月14日 - ）は、ブラジル・サンパウロ州出身のサッカー指導者。

## 来歴
1992年、アメリカFCで指導者のキャリアを始め、ADサンカエターノやアトレチコ・パラナエンセなどでフィジカルコーチを歴任。サンカエターノ時代の2001年には、カンピオナート・ブラジレイロ・セリエAにおいて最優秀フィジカルコーチに選出された。2004年から2007年にかけて3年間、日本のJリーグ・アルビレックス新潟でフィジカルコーチを務めた。
2014年、ヴィッセル神戸のフィジカルコーチに就任。同年シーズン終了後、1年で退任した。
2015年、アビスパ福岡のフィジカルコーチに就任。2017年シーズン終了後に退任した。

## 指導歴
- 1992年  アメリカFC
- 1993年  ミラソウFC
- 1994年  グアラニFC
- 1995年 - 1996年  モジミリンEC
- 1997年  CAブラガンチーノ
- 1997年 - 1998年  サンパイオ・コヘイアFC
- 1998年 - 1999年  ECノロエスチ
- 1999年 - 2003年  ADサンカエターノ
- 2003年  アトレチコ・パラナエンセ
- 2004年 - 2007年  アルビレックス新潟 フィジカルコーチ
- 2008年  グレミオFBPA
- 2009年  ECコリンチャンス
- 2009年  サントスFC
- 2009年 スポルチ・レシフェ
- 2010年  CRヴァスコ・ダ・ガマ
- 2011年  グレミオFBPA
- 2011年 - 2012年  クルゼイロEC
- 2014年  ヴィッセル神戸 フィジカルコーチ
- 2015年 - 2017年  アビスパ福岡 フィジカルコーチ